# 1953 na informática

## Nascimentos
| Data          | Nome       | Profissão                      | Nacionalidade  | Observações | Ref |
| ------------- | ---------- | ------------------------------ | -------------- | ----------- | --- |
| 21 de janeiro | Paul Allen | um dos fundadores da Microsoft | Estados Unidos |             |     |